# .бел
.бел هو النطاق الأعلى في ترميز الدولة لجمهورية بيلاروس.